# Abu-l-Hussayn Bàjkam
Abu-l-Hussayn Bàjkam o Bačkam (àrab: أبو الحسين بجكم المكاني, Abū l-Ḥusayn Bajkam al-Makānī), més conegut com Bàjkam at-Turkí (àrab: بجكم التركي, Bajkam at-Turkī; ‘Bàjkam el Turc’; Bàjkam deriva d'una paraula iraniana passada al turc que descriu la cua de cavall o de iak) fou un amir turc del Califat Abbàssida.
Inicialment fou ghulam de Maqan ibn Kaki i després del daylamita Mardawidj senyor de Gilan, Tabaristan i Jibal. Fou un dels ghulams turcs que foren subornats per assassinar al seu senyor i després de la mort de Mardawidj va fugir al front de diversos ghulams implicats. Va servir llavors a Hasan ibn Harun, efímer governador del Jibal designat pel visir abbàssida Ibn Mukla, i llavors va anar a Bagdad esperant ser admès a l'exèrcit abbàssida, però no ho va aconseguir per l'oposició de la guàrdia hudjarita. Llavors va entrar al servei de Ibn Raik, governador de Wasit i Bàssora (per això en aquest temps se'l va anomenar Bajqam Raiq o Badjkam Raik) i va esdevenir cap d'una tropa de tucs i daylamites que va reclutar al Jibal.
Quan el califa va cridar a Ibn Raik a primers de novembre del 936 per exercir el poder a l'Iraq com amir al-umara, Bajqam va esdevenir el seu lloctinent, especialment contra les indisciplinades guàrdies dels hudjarites i els sadjites, i contra el governador d'al-Ahwaz (Khuzistan), Abu Abd Allah Ahmad ibn al-Baridi. Després de lluitar contra els sadjites, Ibn Raijk va anar (final de novembre del 936) a Wasit amb el califa, i es va desfer dels hudjarites que acompanyaven a al-Radi. Llavors Ibn Raik, acompanyat de Badjkam, va retornar a Bagdad on aquest darrer fou nomenat cap de la policia i governador de les províncies orientals (febrer del 937). Ibn Raik, enfrontat amb el barídida que aspirava a ser amir al-umara, va decidir atacar el Khuzistan, però Ibn Raik fou derrotat i el seu rival va ocupar Bàssora. Però Badjkam en canvi va aconseguir dues brillants victòries sobre els barídides (superiors en nombre) i es va apoderar de tot el Khuzistan i va obligar a Abu Abd Allah Ahmad ibn al-Baridi a fugir a Bàssora. Badjkam i Ibn Raik es van reunir al front de Bàssora on van estar a punt de ser capturats. Mentre el barídida va anar al Fars a demanar ajut al buwàyhida Ali (després conegut com a Imad al-Dawla) que li va enviar el seu germà Ahmad (després conegut com a Muizz al-Dawla) que va reconquerir el Khuzistan. Ibn Raik va enviar a Badjkam a lluitar al Khuzistan, però a canvi aquest va demanar que si conqueria la província la volia governar com a sobirà; però no hi va haver ocasió doncs fou derrotat i va haver de fugir dels buwàyhides dirigint-se a Wasit mentre Ibn Raik anava a Bagdad per trobar diners per pagar les tropes de Badjkam (inicis del 938). Badjkam va romandre a Wasit i no va obeir a Ibn Raik que volia que marxés a lluitar al Khuzistan. En aquest moment Badjkam ja estava decidit a revoltar-se contra Ibn Raik i ocupar el seu lloc com amir al-umara.
Ibn Raik, amoïnat, va pactar la reconciliació amb el barídida Abu Abd Allah Ahmad ibn al-Baridi; aquest però volia el govern de Wasit (fins i tot va atacar Badjkam a la ciutat sense èxit) i Badjkam finalment s'hi va entendre i li va prometre que li donaria si aconseguia el poder a l'Iraq. L'exvisir Ibn Mukla (els béns del qual havien estat expropiats per Ibn Raik) també va entrar en contacte amb Badjkam i fou ell qui va recomanar a aquest al califa com a successor d'Ibn Raik. El califa hi va venir bé i va encoratjar secretament a Badjkam contra Ibn Raik, però en canvi va entregar a Ibn Mukla a mans d'Ibn Raik. El setembre del 936 Badjkam va marxar a Bagdad amb l'excusa d'anar a buscar diners pels seus soldats, es va acostar a la capital, va eliminar la resistència que li va presentar Ibn Raik al nahr Diyala (on va fer desviar les aigües del canal Nahrawan i va tallar un pont), i va entrar a Bagdad. Ibn Raik va fugir i el califa va designar a Badjkam com amir al-umara.
Aviat va decidir lluitar contra l'emir hamdànida de Mossul, Hasan ibn Abd Allah coneguut com Nasir al-Dawla, amb la col·laboració del califa (vers novembre del 938). Va derrotar a Nasir al-Dawla i va entrar a Mossul, però l'emir va poder fugir a l'Djazira on fou perseguit sense èxit. Les tropes de Badjkam foren hostilitzades contínuament a Mossul i la seva regió i mentre Ibn Raik va aprofitar per retornar a Bagdad. Així Badjkam i el califa van haver de signar la pau amb l'hamdànida a canvi que aquest pagués una primera quantitat a compte del tribut que devia. També van negociar amb Ibn Raik que va acceptar abandonar Bagdad a canvi del govern de Tarik al-Furat, Diyar Mudar, el djund de Kinnasrin i els Awasim, base sobre la qual va sortir de la ciutat el 28 de gener de 939 i pocs dies després (febrer) i retornaven el califa i el seu amir al-umara.
Llavors Badjkam va dirigir la seva atenció a l'amenaça buwàyhida sobre el baix Iraq. Va reforçar l'aliança amb el barídida Abu Abd Allah Ahmad ibn al-Baridi, que va rebre el govern de Wasit i va iniciar operacions contra els buwàyhides a Khuzestan; després el va fer nomenar visir del califa, tot i que va restar a Wasit sense exercir aquestes funciones de manera efectiva a Bagdad on va enviar un delegar. Badjkam es va casar amb una de les seves filles. Però els buwàyhides no renunciaven als seus plans i Ahmad va obtenir el suport del seu germà Hasan (després conegut com a Rukn al-Dawla) que dominava el Jibal. Aquest darrer va decidir atacar Wasit i va acampar a la riba esquerra del Tigris enfront de la ciutat. Badjkam hi va anar en ajut i el buwàyhida es va haver de retirar; l'exèrcit de Badjkam va perseguir als seus enemics cap al Jibal però foren derrotats i van haver de retornar.
Però el 940 va esclatar el conflicte entre Badjkam i el que ara el seu sogre Abu Abd Allah Ahmad ibn al-Baridi que no amagava que volia ser amir al-umara i no havia donat suport a l'expedició de Badjkam al Jibal. El juliol Badjkam va renunciar a una nova expedició contra els buwàyhides al Jibal i l'agost del 940 va destituir a Abu Abd Allah Ahmad com a visir i va decidir fer una expedició a Wasit per prevenir el que pogués fer el barídida. Aquest va evacuar Wasit on Badjkam va entrar sense lluita. Va restar a la ciutat. Era allí era quan va saber la mort dal-Radi (19 de desembre del 940). El nou califa al-Muqtadir el va confirmar com amir al-umara. La primavera una part de les seves forces que operaven contra el barídida a la regió de Madhar al sud-est de Wasit, foren derrotades, i Badjkam fou cridat en ajut. Va sortir de Wasit (abril) però quan va arribar a Badhbin va saber que els seus havien aconseguit una victòria sobre el barídida i va decidir retornar. Durant el retorn va participar en una cacera i va topar amb una partida de bandits kurds als que va enfrontar però va resultar ferit d'un cop de llança, i va morir poc després el 21 d'abril del 941.
Fou considerat especialment valent però sovint cruel i corrupte, tot i que era més recte que Ibn Raik i per això el califa el preferia a aquest; entenia l'àrab però no el parlava en públic i es valia d'un intèrpret; tenia consideració pels desitjos dels seus governats i va gaudir de molta simpatia a Wasit (on va fundar una casa d'acollida en temps de fam), però menys a Bagdad (on va fundar un hospital). Va negociar amb els càrmates el retorn de la Pedra Negra de la Kaba a canvi de diners, però sense èxit i a petició dels xiïtes va reconstruir la mesquita de Baratha.